# Mont Brome
El Mont Brome és una muntanya de 553 metres que forma part de la serralada de Monteregian Hills, prop de la ciutat de Bromont a la província del Quebec (Canadà). A les vessants d'aquest cim hi trobem l'estació d'esquí Ski Bromont. El Mont Brome podria ser la profunda extensió d'un antic complex volcànic molt erosionat, probablement actiu fa uns 125 milions anys. La muntanya va ser creada quan la Placa Nord-americana es va moure cap a l'oest sobre el punt calent de Nova Anglaterra, juntament amb altres muntanyes de les Monteregian Hills que formen part de la gran del punt calent.